# Folla
De Folla  is een rivier in Noorwegen. Zij ontspringt in Dovrefjell in fylke Oppland en stroomt door de gemeenten  Dovre Folldal en Alvdal. Bij het dorp Alvdal mondt de Folla uit in de Glomma. Een groot deel van het stroomgebied van de rivier is Nationaal park of natuurreservaat.